# Mathilde Mayer
Elisabeth Amalie Mathilde Mayer (* 1. Juni 1889 in Germersheim; † nach 1956) war eine deutsche Pädagogin.

## Leben
Mathilde Mayer war die Tochter des Juristen und Reichsmilitärgerichtsrates Philipp Otto Mayer und seiner Frau Marie Weber. Sie besuchte die später in Max-Slevogt-Gymnasium umbenannte Höhere Töchterschule in Landau in der Pfalz. Mayer erwarb 1904 in München die Hochschulreife und legte in Berlin 1909 die Prüfung als englische und 1910 als französische Sprachlehrerin ab. An der Universität Leipzig und der Universität Berlin war Mayer eine Studentin Eduard Sprangers, der sie nachhaltig beeinflusste. Sie studierte ebenfalls bei dem Germanisten Julius Petersen, dem sie bei der Zusammenstellung seiner Schrift Aus der Goethezeit half.
1918/1919 arbeitete Mathilde Mayer an der „Erziehungskundlichen Abteilung“ der von Henriette Goldschmidt gegründeten Hochschule für Frauen. Von 1924 bis 1928 war sie ordentliches Mitglied der „Studiengemeinschaft für wissenschaftliche Pädagogik“ unter Leitung von Eduard Spranger, bei dem sie 1933 eine Dissertation schrieb und in Berlin promovierte.
Nach dem Zweiten Weltkrieg lebte Mathilde Mayer in Rhodt unter Rietburg und arbeitete als Lehrerin in der Pfalz. Weil es ihr in der Nachkriegszeit materiell schlecht ging, wurde sie von Verwandten aus der Schweiz von 1946 bis 1949 unterstützt. Ihr Nachlass befindet sich im Staatsarchiv St. Gallen (Schweiz) und enthält bislang noch unveröffentlichte Aufzeichnungen über das Leben im besetzten Deutschland sowie Gedanken über Pädagogik, Weltanschauung, Politik und Totalitarismus aus den Jahren 1946 bis 1956.

## Pädagogische Positionen
In ihrer Pädagogik orientierte Mathilde Mayer besonders an Eduard Spranger, mit dessen humanistischem Ideal sie sich identifizierte, und an Johann Heinrich Pestalozzi, mit dessen ethischen und praktischen Vorstellungen sie sich intensiv auseinandersetzte. In der Didaktik wollte sie eine Abkehr von einer frontalen Unterrichtssituation, der sich Schüler in einer permanenten Prüfungssituation empfinden und forderte, „neben die Lehrerfrage, die Kultur der Schülerfrage“ zu stellen.
Sie vertrat die Auffassung, dass man in Berufsschulen junge Frauen zu einem Bewusstsein des Mitgestaltens des Staates führen soll, indem man ihnen gesamtstaatliche Zusammenhänge plastisch über Probleme auf Gemeindeebene anschaulich macht. „Von hier aus ergibt sich dann aber unweigerlich die Frage nach dem Staat als Macht, und ganz von selbst werden nun Fragen der Politik, wird die Reichsverfassung zum Ziel- und Richtpunkt.“

## Schriften
- Arbeitsschulgedanken in der Fortbildungsschule. In: Die Lehrerin. Organ des Allgemeinen Deutschen Lehrerinnenvereins. 36, 1919/1920.
- Welche kulturellen Strömungen bestimmen die Entwicklung der Fortbildungsschule? Geschichtliche und systematische Betrachtung. Langensalza 1921.
- Staatsbürgerliche Erziehung in den beruflichen Schulen. In: Die Lehrerin. Organ des Allgemeinen Deutschen Lehrerinnenvereins. 40, 1923.
- Die positive Moral bei Pestalozzi (von 1776 bis 1797). Berlin-Charlottenburg 1934.
- Weibliche Jugend in unserer Zeit. In: Hans Wenke: Eduard Spranger. Bildnis eines geistigen Menschen unserer Zeit. Zum 75. Geburtstag dargebracht von Freunden und Weggenossen. Quelle und Meyer, Heidelberg 1957.